# Fabien Galthié
Fabien Galthié (Cahors, 20 de março de 1969) é um ex-jogador francês de rugby union que jogava na posição de scrum-half.
Galthié já foi descrito pelo antigo técnico Bernard Laporte como o melhor scrum-half do rugby francês. Esteve em quatro Copas do Mundo de Rugby pelos Bleus, com especial destaque para as de 1995, em que a França só foi eliminada em dura partida sob chuva torrencial para a anfitriã e futura campeã África do Sul, e 1999, quando a equipe chegou à final após um dos jogos considerados mais épicos do esporte: a adversária era a favorita Nova Zelândia do astro Jonah Lomu, que chegou a abrir 24-10 de vantagem, mas terminou derrotada por 31-41. Galthié é francês de maior presença em Copas, sendo o único entre seus compatriotas que participou de quatro.
Seu país, todavia, ainda não conseguiu títulos mundiais. O maior momento de Galthié com a seleção foi a campanha com 100% de aproveitamento (o chamado grand slam) no Seis Nações 2002, que naquele ano o fez ser eleito o melhor jogador de rugby do mundo pela International Rugby Board, sendo o primeiro francês a receber a premiação. Despediu-se do selecionado ao fim da Copa do Mundo de Rugby de 2003, sua quarta e onde foi capitão. A nível de clubes, atuou pelo Colomiers e pelo Stade Français, onde iniciou a carreira de técnico. Na nova função, tem levado o Montpellier ao crescimento, fazendo com que seja cotado para assumir futuramente a seleção francesa.